# ジョージ・シアリング
ジョージ・シアリング（George Shearing、OBE、1919年8月13日 - 2011年2月14日）は、イギリスのジャズ・ピアニストである。
アメリカに渡ってクール・ジャズ、ラテン・ジャズの第一人者として活動し、作曲家としても「バードランドの子守唄」等のスタンダード・ナンバーを生み出した。

## 来歴
ロンドン生まれ。生後間もなく盲目となるが、3歳でピアノを始める。音楽評論家/プロデューサーのレナード・フェザーに認められて、1937年頃から本格的にプロとして活動を開始。イギリスでの活動期には、ステファン・グラッペリとも共演。
1947年、アメリカに渡る。1949年、ヴィブラフォンやエレクトリックギターを導入した編成のクインテットを結成し、MGMレコードと契約。同年、映画の挿入歌をアレンジした「九月の雨」の大ヒットで注目を浴びる。1952年、ジャズ・クラブ「バードランド」にちなんだ楽曲「バードランドの子守唄」を作曲。同曲は、ジョージ・デヴィッド・ワイスにより歌詞がつけられ、サラ・ヴォーン等多くのシンガーに取り上げられた。
1955年、キャピトル・レコードに移籍。1956年、アメリカに帰化。1950年代後半には、後にハーモニカ奏者として有名になるトゥーツ・シールマンスが、ジョージのクインテットにギタリストとして参加していた。ジョージはラテン音楽を好み、キャピトル・レコードからは、『ラテン・レース』『ラテン・アフェア』といった、ラテン・アレンジに特化したアルバムも発表している。1961年には、モンゴメリー・ブラザーズ（ウェス・モンゴメリーが在籍）との共演アルバム発表。
1963年、アン・リチャーズとともに来日。このときジョージが連れてきた盲導犬の検疫で1日入国が留保となり、記者会見が延期されるなどのトラブルがあった。
1982年、メル・トーメとの連名による『アン・イヴニング・ウィズ・ジョージ・シアリング&メル・トーメ』発表。翌年にグラミー賞のジャズ部門を受賞した。
1996年、大英帝国勲章を受勲。2007年、ナイトに叙任される。
2011年2月14日、アメリカ合衆国ニューヨークにてうっ血性心不全により死去。91歳没。

## ディスコグラフィ

### リーダー・アルバム
- Pianology (1948年、London)
- Piano Solos with Rhythm (1950年、Savoy)
- 『シアリング・イン・ハイ・ファイ』 - Shearing in Hi-Fi (1955年、MGM)
- 『ザ・シアリング・スペル』 - The Shearing Spell (1955年、Capitol)
- 『グレート・ブリテンズ』 - Great Britain's (1955年、Savoy) ※with マリアン・マクパートランド
- 『ミッドナイト・オン・クラウド69』 - Midnight on Cloud 69 (1956年、Savoy) ※with レッド・ノーヴォ・トリオ
- 『ブラック・サテン』 - Black Satin (1956年、Capitol)
- 『ヴェルヴェット・カーペット』 - Velvet Carpet (1956年、Capitol)
- 『クール・キャナリーズ』 - Cool Canaries (1956年、MGM)
- Lullaby of Birdland (1957年、MGM) ※EP
- 『シャーリング・ピアノ』 - The Shearing Piano (1957年、Capitol)
- 『ラテン・エスカペイド』 - Latin Escapade (1957年、Capitol)
- 『バーニッシュド・ブラス』 - Burnished Brass (1958年、Capitol)
- Taking a Chance on Love (1958年、MGM) ※with ビリー・エクスタイン、テディ・キング
- Jazz Conceptions (1958年、MGM)
- In the Night (1958年、Capitol)
- 『ラテン・レース』 - Latin Lace (1958年、Capitol)
- 『ナイト・ミスト』 - Night Mist (1958年、Capitol)[3]
- 『ブルー・シフォン』 - Blue Chiffon (1959年、Capitol)
- 『シアリング・オン・ステージ!』 - Shearing on Stage! (1959年、Capitol)
- 『ビューティ&ザ・ビート』 - Beauty and the Beat! (1959年、Capitol) ※with ペギー・リー
- George Shearing Goes Hollywood (1959年、MGM)
- 『シアリング・ピアノ・タッチ』 - The Shearing Touch (1960年、Capitol)
- 『サテン・ブラス』 - Satin Brass (1960年、Capitol)
- 『ラテン・アフェア』 - Latin Affair (1960年、Capitol)
- 『ホワイト・サテン』 - White Satin (1960年、Capitol)
- 『オン・ザ・サニーサイド・オブ・ザ・ストリップ』 - On the Sunny Side of the Strip (1960年、Capitol)
- 『ジョージ・シアリング・アンド・ザ・モンゴメリー・ブラザーズ』 - George Shearing and the Montgomery Brothers (1961年、Jazzland)
- 『ムード・ラティーノ』 - Mood Latino (1961年、Capitol)
- 『ザ・スインギンズ・ミューチュアル!』 - The Swingin's Mutual! (1961年、Capitol) ※with ナンシー・ウィルソン
- 『ジャズ・モーメンツ』 - Jazz Moments (1962年、Capitol)
- 『シアリング・ジャズ・コンサート・イン・サンフランシスコ』 - San Francisco Scene (1962年、Capitol)
- 『サテン・アフェア』 - Satin Affair (1962年、Capitol)
- Smooth & Swinging (1962年、MGM)
- Soft and Silky (1962年、MGM)
- 『わが愛のコンチェルト』 - Concerto for My Love (1962年、Capitol)
- 『ジョージ・シアリング・ボサノバ』 - Shearing Bossa Nova (1962年、Capitol)
- 『コール・シングス、シアリング・プレイズ』 - Nat King Cole Sings / George Shearing Plays (1962年、Capitol) ※with ナット・キング・コール
- Sassy Meets Shearing (1962年、Camay) ※with サラ・ヴォーン
- Touch Me Softly (1963年、Capitol)
- It's Easy to Remember (1963年、Ace of Clubs)
- 『シアリング・ジャズ・コンサート』 - Jazz Concert (1963年、Capitol)
- Out of the Woods (1964年、Capitol)
- Old Gold and Ivory (1964年、Capitol)
- It's Real George (1965年、Coronet) ※with ボビー・フリードマン
- 『ブラック・ホークのシアリング』 - Rare Form! (1966年、Capitol)
- New Look! (1967年、Capitol)
- Shearing Today! (1968年、Capitol)
- 『ジョージ・シアリング・ムード・デラックス』 - Mood Deluxe (1968年、Capitol)
- The Young George Shearing (1968年)
- The Fool on the Hill (1969年、Capitol)
- Out of This World (1971年、Sheba)
- The Heart and Soul of Joe Williams and George Shearing (1971年、Sheba) ※with ジョー・ウィリアムズ
- Music to Hear (1972年、Sheba)
- G.A.S. (George Albert Shearing) (1972年、Sheba)
- As Requested (1972年、Sheba)
- 『ライト、エアリー・アンド・スウィンギング』 - Light, Airy & Swinging (1973年、MPS/BASF)
- 『追憶』 - The Way We Are (1974年、MPS/BASF)
- 『コンチネンタル・エクスペリアンス』 - Continental Experience (1974年、MPS/BASF)
- My Ship (1975年、MPS)
- 『ザ・リユニオン〜シアリング・ミーツ・グラッペリ』 - The Reunion (1977年、MPS) ※with ステファン・グラッペリ
- 『シャーリング・ピアノ』 - The Shearing Piano (1977年、Capitol)
- 『ミスティ』 - The Many Facets of George Shearing (1978年、MPS)
- Windows (1978年、MPS)
- 『トゥー・フォー・ザ・ロード』 - Two for the Road (1978年、Concord Jazz) ※with カーメン・マクレエ
- 『500マイルス・ハイ』 - 500 Miles High (1979年、MPS)
- Getting in the Swing of Things (1980年、MPS)
- 『ブルース・アレイ・ジャズ』 - Blues Alley Jazz (1980年、Concord Jazz) ※with ブライアン・トーフ
- On a Clear Day (1980年、Concord Jazz) ※with ブライアン・トーフ
- Alone Together (1981年、Concord Jazz) ※with マリアン・マクパートランド
- 『イヴニング・ウィズ・ジョージ・シアリング&メル・トーメ』 - An Evening with George Shearing & Mel Tormé (1982年、Concord Jazz) ※with メル・トーメ
- 『ファースト・エディション』 - First Edition (1982年、Concord Jazz) ※with ジム・ホール
- 『オン・ターゲット』 - On Target (1982年、MPS) ※with ロバート・ファーノン・オーケストラ
- 『トップ・ドロウアー』 - Top Drawer (1983年、Concord Jazz) ※with メル・トーメ
- 『ライヴ・アット・ザ・カフェ・カーライル』 - Live at the Café Carlyle (1984年、Concord Jazz) ※with ドン・トンプソン
- 『イヴニング・アット・チャーリーズ』 - An Evening at Charlie's with Mel Torme (1984年、Concord Jazz) ※with メル・トーメ
- 『グランド・ピアノ』 - Grand Piano (1985年、Concord Jazz)
- 『エレガント・イヴニング』 - An Elegant Evening (1986年、Concord Jazz) ※with メル・トーメ
- 『夜の静けさに～コール・ポーター作品集』 - George Shearing & Barry Tuckwell Play the Music of Cole Porter (1986年、Concord) ※with バリー・タックウェル
- 『モア・グランド・ピアノ』 - More Grand Piano (1987年、Concord Jazz)
- 『ブレイキン・アウト』 - Breakin' Out (1987年、Concord Jazz)
- 『デクスタリティ』 - Dexterity (1988年、Concord Jazz) ※with アーネスティン・アンダーソン
- 『ヴィンテージ・イヤー』 - A Vintage Year (1988年、Concord) ※with メル・トーメ
- 『パーフェクト・マッチ』 - A Perfect Match (1988年、Concord Jazz) ※with アーネスティン・アンダーソン
- 『ジョージ・シアリング&ハンク・ジョーンズ』 - The Spirit of 176 (1989年、Concord Jazz) ※with ハンク・ジョーンズ
- 『ジョージ・シアリング・イン・ディキシーランド』 - George Shearing in Dixieland (1989年、Concord Jazz)
- 『ピアノ』 - Piano (1990年、Concord Jazz)
- 『ドゥ・ワールド・ウォー2』 - Mel and George "Do" World War II (1991年、Concord Jazz) ※with メル・トーメ
- Get Happy! (1991年、EMI)
- 『アイ・ヒア・ア・ラプソディ (ライヴ・アット・ブルーノート)』 - I Hear a Rhapsody: Live at the Blue Note (1992年、Telarc)
- How Beautiful Is Night (1993年、Telarc) ※with ロバート・ファーノン・オーケストラ
- 『ザット・シアリング・サウンド』 - That Shearing Sound (1994年、Telarc)
- 『バグス・グルーヴ～ライヴ・アット・ブルーノート』 - Walkin'  (1995年、Telarc) ※with ニール・スウェインソン、グラディ・テイト
- 『ペイパー・ムーン～ナット・キング・コール・トリビュート』 - Paper Moon (1996年、Telarc)
- 『ソロ・ピアノ～マイ・フェイヴァリット・シングス』 - Favorite Things (1997年、Telarc)
- 『クリスマス with ジョージ・シアリング』 - Christmas With The George Shearing Quintet (1998年、Telarc)
- Live at the Forum, Bath 1992 (2000年、BBC Music)
- Just for You: Live in the 1950s (2000年)
- Back to Birdland (2001年、Telarc)
- Out of This World (2001年)
- The George Shearing Trio (2002年)
- 『ジョージ・シアリング～キャノンボール・アダレイ・クインテッツ・アット・ニューポート』 - The George Shearing/Cannonball Adderley Quintets At Newport (2002年、Pablo) ※1957年録音
- Like Fine Wine (2004年、Mack Avenue)
- The Classic Concert Live (2005年、Concord Jazz) ※with メル・トーメ、ジェリー・マリガン
- 『ホープレス・ロマンティックス』 - Hopeless Romantics (2005年、Concord) ※with マイケル・ファインスタイン
- Live Jazz from Club 15 (2006年)